# Fuhai (köpinghuvudort i Kina, Xinjiang Uygur Zizhiqu, lat 47,11, long 87,49)
Fuhai (kinesiska: 福海, 福海镇) är en köpinghuvudort i Kina. Den ligger i den autonoma regionen Xinjiang, i den nordvästra delen av landet, omkring 370 kilometer norr om regionhuvudstaden Ürümqi. Antalet invånare är 19 913. Befolkningen består av 9 106 kvinnor och 10 807 män. Barn under 15 år utgör 15,0 %, vuxna 15-64 år 77 %, och äldre över 65 år 7,0 %.
Runt Fuhai är det mycket glesbefolkat, med 2 invånare per kvadratkilometer. Fuhai är det största samhället i trakten. Trakten runt Fuhai består i huvudsak av gräsmarker.
Genomsnittlig årsnederbörd är 223 millimeter. Den regnigaste månaden är juli, med i genomsnitt 28 mm nederbörd, och den torraste är mars, med 8 mm nederbörd.